# 信夫隆生
信夫 隆生（しのぶ たかお、1966年〈昭和41年〉4月9日 - ）は、日本の農林水産官僚。

## 来歴
山形県新庄市出身。家業は農家で、幼少の頃から「長男だから家業を継ぐのは当たり前」と言われて育ち、小学校4年生から高校3年生まで牛糞の片付けや田んぼの手伝いなど、家業の手伝いをしていた。そんな日常を過ごしていく中で、周囲の友人が遊んでいる姿を横目で見ながら「農家の長男だからといって、なぜこんな辛い経験をしなければならないのだろう」と、農業に対して疑問に抱くようになった。その後、山形県立新庄北高等学校を経て、1990年（平成2年）3月、早稲田大学法学部を卒業。大学卒業後は国家公務員を志望し、官庁訪問をしていく中で、上述の農業に対する疑問が湧き上がり、同様の問題意識を抱いている農水省とフィーリングが合い、1991年（平成3年）4月、農林水産省に入省（Ⅰ種・法律）。入省後、農林水産省大臣官房企画評価課上席企画官、同政策課上席企画官、同課首席調整官兼農林水産大臣秘書官事務取扱、同課首席調整官（農林水産省改革推進室長）、農林水産省大臣官房環境バイオマス政策課バイオマス推進室長、食料産業局総務課食料産業調査官、同局産業連携課長、農林水産省大臣官房付兼内閣官房内閣参事官（内閣総務官室）、農林水産省大臣官房政策課長などを歴任。
2019年（令和元年）7月8日、農林水産省大臣官房サイバーセキュリティ・情報化審議官兼公文書監理官に就任。農林水産省のデジタル政策を担当し、農業DXを推進。2019年に省内にデジタル政策推進チームを立ち上げ、2021年に「農業DX構想」を取りまとめた。
2023年（令和5年）1月1日、関東農政局長に就任。
2024年（令和6年）7月5日、農林水産技術会議事務局研究総務官に就任。
2025年（令和7年）7月1日、水産庁次長に就任。

## 年譜
- 1990年（平成2年）3月 - 早稲田大学法学部卒業[1]
- 1991年（平成3年）4月 - 農林水産省入省（Ⅰ種・法律）[1]
- 2007年（平成19年）5月 - 農林水産省大臣官房企画評価課上席企画官[1]
- 2008年（平成20年）
  - 8月 - 農林水産省大臣官房政策課上席企画官[1]
  - 8月 - 農林水産省大臣官房政策課首席調整官兼農林水產大臣秘書官事務取扱[1]
- 2009年（平成21年）1月 - 農林水産省大臣官房政策課首席調整官（農林水産省改革推進室長）[1]
- 2011年（平成23年）
  - 7月 - 農林水産省大臣官房環境バイオマス政策課バイオマス推進室長[1]
  - 9月 - 農林水産省食料産業局総務課食料産業調査官[1]
- 2014年（平成26年）7月 - 農林水産省食料産業局産業連携課長[1]
- 2015年（平成27年）8月 - 農林水産省大臣官房付兼内閣官房内閣参事官（内閣総務官室）[1]
- 2017年（平成29年）7月 - 農林水産省大臣官房政策課長[1]
- 2019年（令和元年）7月 - 農林水産省大臣官房サイバーセキュリティ・情報化審議官兼公文書監理官[1][9]
- 2023年（令和5年）1月 - 農林水産省関東農政局長[1][8]
- 2024年（令和6年）7月 - 農林水産技術会議事務局研究総務官[6][7]
- 2025年（令和7年）7月 - 水産庁次長[5]